# شهرستان ووشوان
شهرستان ووشوان (به لاتین: Wuxuan County) یک شهرستان‌های جمهوری خلق چین در چین است که در لایبین واقع شده‌است.
 شهرستان ووشوان ۱٬۷۳۹ کیلومتر مربع مساحت و ۴۱۶٬۶۰۰ نفر جمعیت دارد.